# Lotte Jonathans
Lotte Jonathans ('s-Hertogenbosch, 17 september 1977) is een Nederlands badmintonster, die op tienjarige leeftijd werd geselecteerd voor de nationale jeugdselectie. Sindsdien combineerde ze sport en studie. Ze speelde in de Duitse competitie voor meervoudig landskampioen EBT Berlin.

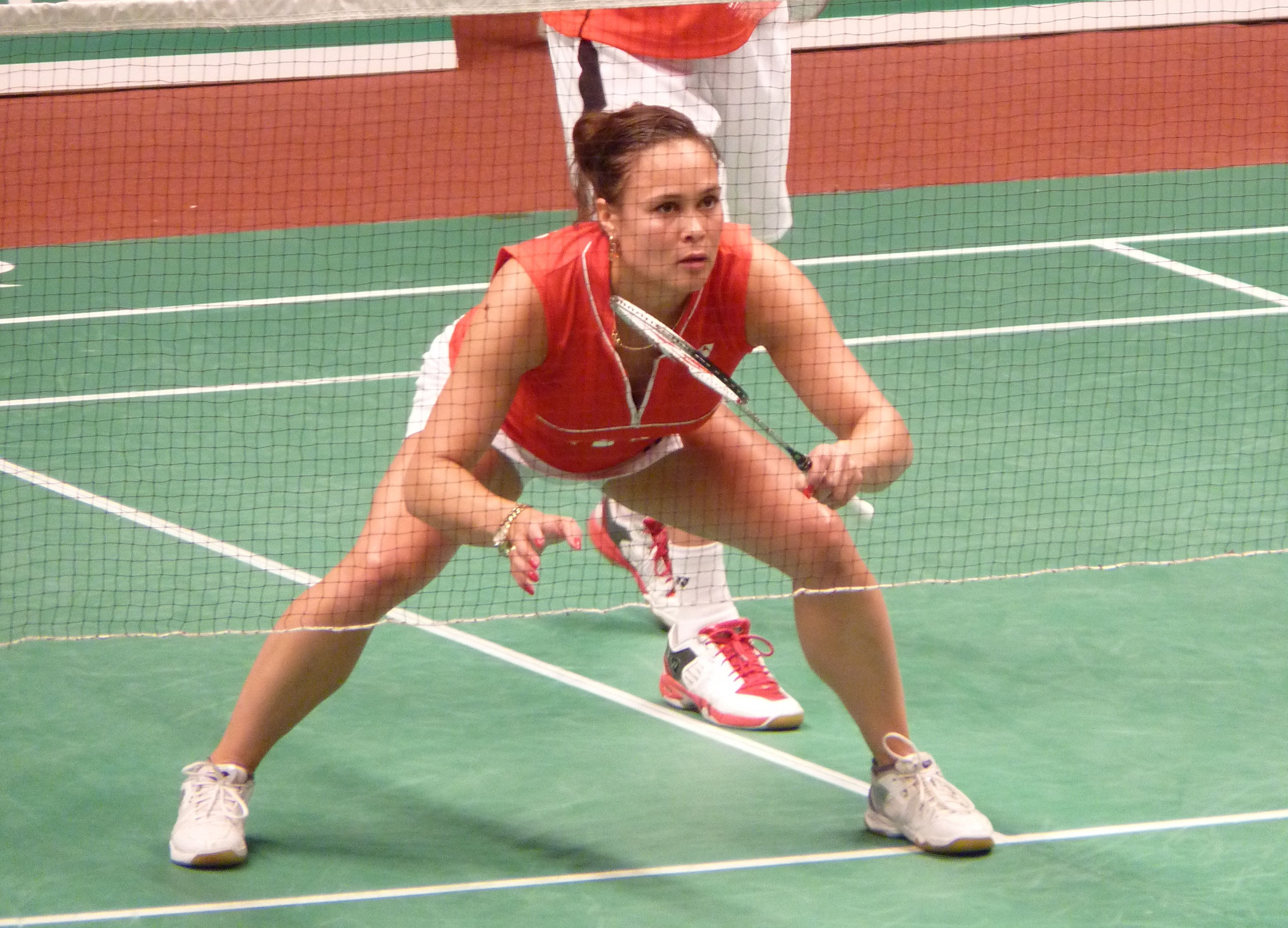
Lotte Jonathans

Op haar achttiende legde Jonathans zich volledig toe op het badminton, om zich te plaatsen voor de Olympische Spelen van 2000. Ze kwalificeerde zich voor het damesdubbel en wist daarin vijfde te worden. Vier jaar later plaatste ze zich wederom voor het olympische damesdubbel, en werd ze samen met Mia Audina wederom vijfde. Ze plaatste zich ook voor het gemengddubbel, waar ze samenspeelde met Chris Bruil. In de tweede ronde werd het duo verslagen door Kim Dong-moon en Ra Kyung-min uit Zuid-Korea.
Een halfjaar na de Olympische Spelen verdedigde ze samen met haar toenmalige echtgenoot Chris Bruil de nationale titel in het gemengddubbelspel, ondanks het feit dat Jonathans op dat moment ruim zes maanden zwanger was. Ze wonnen het NK samen eerder in 2002 en 2003 en na de titel van 2004 opnieuw in 2005, 2006 en 2007. Jonathans won de nationale titel in het damesdubbel in 2001 (met Nicole van Hooren), 2003 (met Mia Audina), 2004 en 2009 (beide met Yao Jie) en ten slotte in 2010 en 2011 (beide met Paulien van Dooremalen).
Bruil en Jonathans ontbonden hun huwelijk in 2008.
Na de geboorte van haar kind ging Jonathans langzaamaan steeds meer spelen en dat leidde ertoe dat ze in 2004 Europees kampioen werd in het damesdubbel. In oktober 2005 behaalde ze samen met Audina de damesdubbel Grand Prix Dutch Open.
In 2006 stopte zij met het spelen van internationale toernooien, om van 2010 tot en met 2012 internationaal een succesvolle comeback te maken in het vrouwen dubbel met Paulien van Dooremalen.

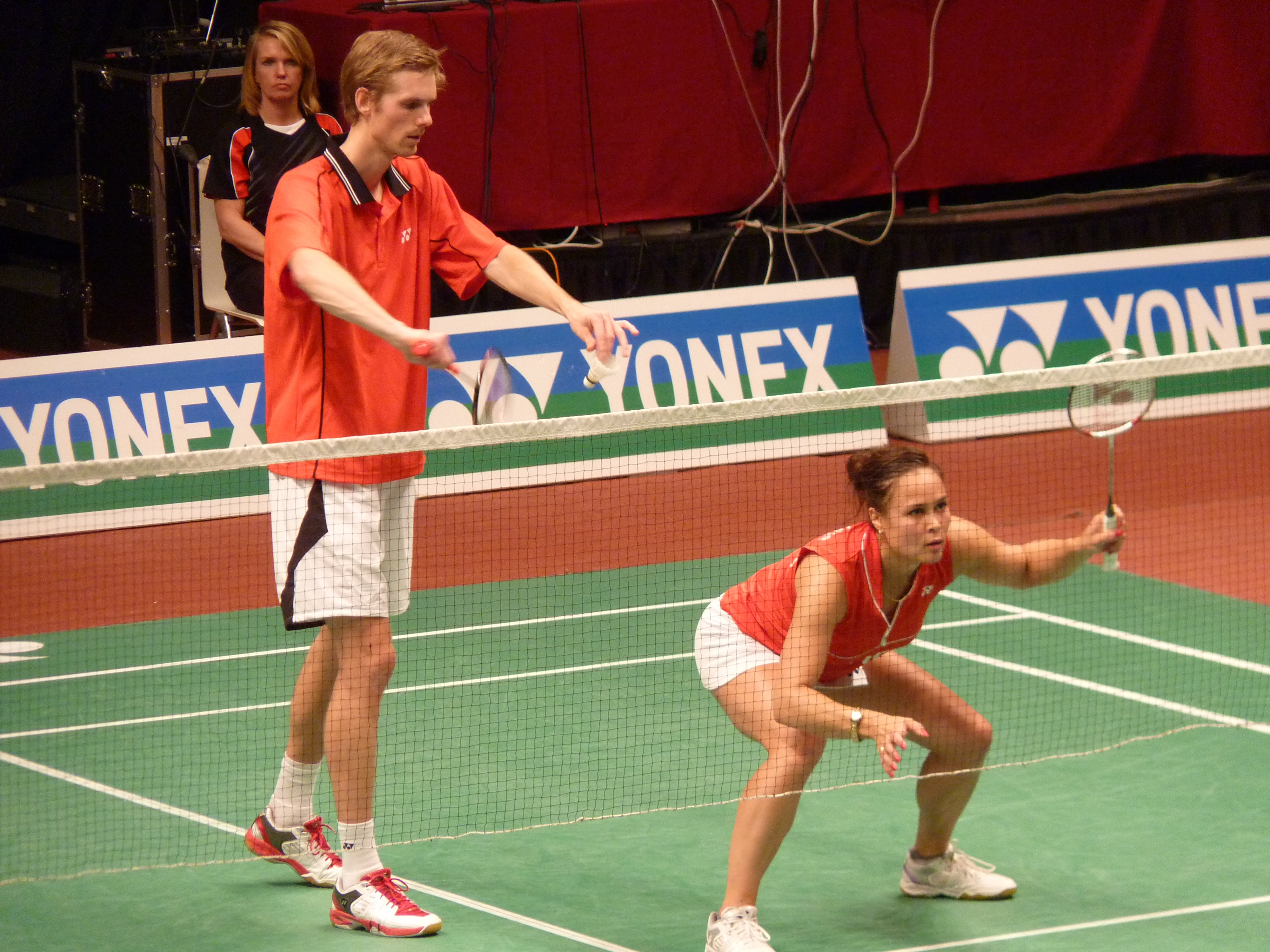
Ruud Bosch en Lotte Jonathans (NED)

## Erelijst
2012
- Winnaar Dutch International damesdubbel met Paulien van Dooremalen
- Bronzen medaille Europese Kampioenschappen Dames Teams (Amsterdam, Nederland)

2011
- Nederlands kampioen damesdubbel met Paulien van Dooremalen
- Nederlands kampioen gemengddubbel met Ruud Bosch
- Tweede Norwegian International damesdubbel met Paulien van Dooremalen
- Winnaar Spanish Open International damesdubbel met Paulien van Dooremalen
- Tweede Dutch International damesdubbel met Paulien van Dooremalen

2010
- Nederlands kampioen damesdubbel met Paulien van Dooremalen
- Tweede Nederlands Kampioenschap gemengddubbel met Jorrit de Ruiter
- Winnaar Norwegian International damesdubbel met Paulien van Dooremalen
- Tweede Belgian International damesdubbel met Paulien van Dooremalen
- Semi-finale Dutch Open (Grand Prix) gemengddubbel met Ruud Bosch
- Tweede Bitburger Open Grand Prix damesdubbel met Paulien van Dooremalen
- Tweede Spanish Open International damesdubbel met Paulien van Dooremalen
- Tweede Swedish International damesdubbel met Paulien van Dooremalen

2009
- Nederlands kampioen damesdubbel met Yao Jie

2007
- Nederlands kampioen gemengddubbel met Chris Bruil
- Tweede Nederlands Kampioenschap damesdubbel met Yao Jie

2006
- Nederlands kampioen gemengddubbel met Chris Bruil
- Tweede Nederlands Kampioenschap damesdubbel met Mia Audina
- Gouden medaille Europese Kampioenschappen Dames Teams (Thessaloniki, Griekenland)

2005
- Nederlands kampioen gemengddubbel met Chris Bruil
- Winnaar Dutch Open (Grand Prix) damesdubbel met Mia Audina

2004
- Nederlands kampioen gemengddubbel met Chris Bruil
- Europees kampioen damesdubbel met Mia Audina

2003
- Nederlands kampioen gemengddubbel met Chris Bruil
- Nederlands kampioen damesdubbel met Mia Audina

2002
- Nederlands kampioen gemengddubbel met Chris Bruil
- Winnaar BMW Open (Saarbrucken) damesdubbel met Mia Audina
- Bronzen medaille Europese Kampioenschappen gemengddubbel met Chris Bruil
- Bronzen medaille Europese Kampioenschappen Gemengde Teams (Malmö, Zweden)
- Winnaar German Open (Grand Prix) damesdubbel met Mia Audina
- Semi-finale German Open (Grand Prix) gemengddubbel met Chris Bruil
- Tweede Denmark Open (Grand Prix) damesdubbel met Mia Audina
- Semi-finale Dutch Open (Grand Prix) gemengddubbel met Chris Bruil
- Tweede Swiss Open damesdubbel met Engelse Gail Emms
- Semi-finale Swiss Open gemengddubbel met Chris Bruil

2001
- Nederlands kampioen damesdubbel met Nicole Van Hooren
- Winnaar BMW Open (Saarbrucken) gemengddubbel met Chris Bruil
- Tweede BMW Open (Saarbrucken) damesdubbel met Lonneke Janssen
- Tweede Dutch Open (Grand Prix) gemengddubbel met Chris Bruil
- Winnaar Dutch International gemengddubbel met Chris Bruil
- Winnaar French Open gemengddubbel met Chris Bruil

2000
- Tweede Indonesia Open (Grand Prix) damesdubbel met Nicole Van Hooren
- Bronzen medaille Europese Kampioenschappen damesdubbel met Nicole Van Hooren
- Bronzen medaille Europese Kampioenschappen Gemengde Teams (Glasgow, Schotland)
- Semi-finale Thailand Open (Grand Prix) damesdubbel met Nicole Van Hooren

1998
- Tweede Amor International (Groningen) gemengddubbel met Norbert van Barneveld
- Winnaar Amor International (Groningen) damesdubbel met Nicole Van Hooren
- Winnaar French Open gemengddubbel met Norbert van Barneveld
- Semi-finale Dutch Open (Grand Prix) damesdubbel met Nicole Van Hooren
- Semi-finale Singapore Open (Grand Prix) damesdubbel met Nicole Van Hooren

1997
- Winnaar Hungarian International gemengddubbel met Norbert van Barneveld
- Winnaar Hungarian International damesdubbel met Ginny Severien

1996
- Tweede Hungarian International damesdubbel met Antoinette Achterberg

1995
- Tweede Welsh International damesdubbel met Engelse Gail Emms